# Klockväxter
Klockväxter (Campanulaceae) är en växtfamilj med 84 släkten och omkring 2380 arter. De flesta är örter och buskar men några få arter kan bli till små träd. Mjölksaft förekommer rikligt hos de flesta av familjens arter. Ett fåtal arter (till exempel rapunkelklocka) odlas som grönsak. Andra (som djävulstobak) är starkt giftiga.
Bladen är enkla och utan stipler. Blommorna är tvåkönade och mer eller mindre klockformade. Den vanligaste blomfärgen är blå. Frukten är oftast en kapsel, men kan också vara ett bär.
Klockväxterna finns över nästan hela världen, men är vanligare på norra halvklotet. På södra halvklotet finns dock ovanligt många arter i Sydafrika. I Sverige finns fem släkten och 15 arter vildväxande.
Ibland delas den här familjen upp i klockväxter och lobeliaväxter (Lobeliaceae).